# Nat Lofthouse
Nathaniel Lofthouse OBE (27. srpna 1925, Bolton – 15. ledna 2011, Bolton) byl anglický fotbalista a trenér. Celou kariéru hrál za Bolton Wanderers FC. Hrál na MS 1954.

## Hráčská kariéra
Nat Lofthouse hrál celou kariéru za Bolton Wanderers FC. V anglické lize dal 255 gólů a patří tak mezi nejlepší střelce anglické ligy v historii. V ročníku 1952/53 byl zvolen nejlepším hráčem ligy a v ročníku 1955/56 se stal králem střelců ligy.
V reprezentaci hrál 33 zápasů a dal 30 gólů. Hrál na MS 1954.

## Trenérská kariéra
Lofthouse trénoval Bolton Wanderers FC. Poté byl v managementu klubu.

## Úspěchy

### Klub
- FA Cup: 1957/58

### Individuální
- Hráč roku anglické ligy: 1952/53
- Král střelců anglické ligy: 1955/56